# Eric McDavid
Eric McDavid (* 7. Oktober 1977 in Foresthill, Kalifornien) ist ein US-amerikanischer grüner Anarchist und Veganer, der wegen der Verschwörung verurteilt wurde, gegen Unternehmens- und Regierungseigentum Schusswaffen und Sprengstoff einsetzen zu wollen. Er wurde am 27. September 2007 in allen Punkten für schuldig erklärt, und im Mai 2008 zu fast 20 Jahren Gefängnishaft verurteilt. Während Staatsanwalt McGregor Scott McDavid als die erste Person bezeichnet hat, die im Zusammenhang mit der Earth Liberation Front (ELF) verurteilt wurde, hat das Verfahren ergeben, dass McDavids Gruppe noch nicht beschlossen hatte, ob ihre geplanten Aktionen im Namen der ELF hätten stattfinden sollen. 2015 wurde er nach neun Jahren und 362 Tagen Haft wegen Verfahrensfehlern vorzeitig entlassen.

## Früher Aktivismus
McDavid war Teilnehmer vieler Demonstrationen und einer Protestaktion im Juni 2005 gegen die jährliche Messe der Biotechnology Industry Organization in Philadelphia. Vor Gericht führte ein Zeuge des FBI aus, dass McDavid andere Aktivisten in der Herstellung von Molotow-Cocktails unterwiesen und sich für gewalttätigen Protest ausgesprochen habe. Außerdem habe er laut der Quelle bedauert, bei einem Kampf, der mit dem Tod eines Polizisten endete, nicht beteiligt gewesen zu sein. Im Juli 2006 besuchte er eine CrimethInc.-Versammlung in Bloomington (Indiana).

## Sabotagepläne

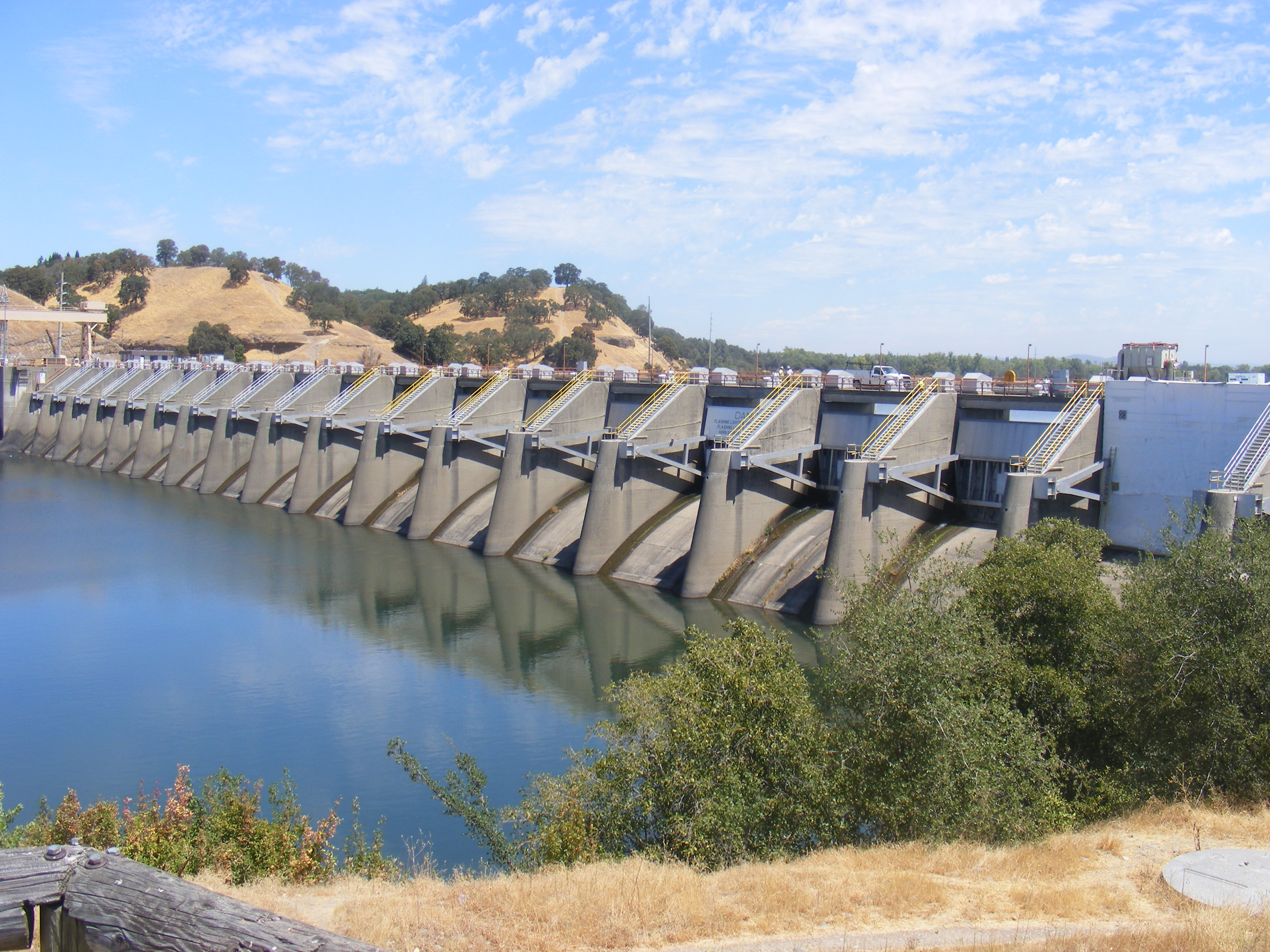
Der Nimbus Dam in Kalifornien

Zusammen mit Lauren Weiner und Zachary Jenson plante McDavid Brandstiftung und Sabotage am Nimbus Dam und der Fischzuchtanlage am American River nahe Sacramento, dem Institut für Waldgenetik des United States Forest Service, an Sendeanlagen für Mobiltelefone, an Kraftwerken und anderen Zielen. Die FBI-Informantin Anna sagte aus, dass die Gruppe den Tod zufälliger Passanten als Collateral Damage bezeichnete, wiewohl das Ziel der Anschläge die Anlagen selbst gewesen seien.
Das vierte Mitglied war die Informantin namens „Anna“, die seit 2004 im Dienst des FBI gestanden hatte und in den anderthalb Jahren 65.000 US-Dollar Gehalt erhalten hatte. Sie hatte regelmäßig verschiedene anarchistische Zusammenkünfte besucht und die Gruppe zusammengebracht. Sie unterstützte ihre Aktivitäten, besorgte Bombenbastelanleitungen, Geld zur Beschaffung des nötigen Materials, Transportmöglichkeiten und eine Blockhütte zum ungestörten Arbeiten. Zudem produzierte sie in Absprache mit den drei Gruppenmitgliedern Audio- und Videoaufzeichnungen der Aktivitäten.

## Verhaftung, Verurteilung und Anfechtung
Am 13. Januar 2006 wurden die drei außerhalb eines Ladens in Auburn verhaftet, in dem sie Haushaltschemikalien gekauft hatten, die für den Bau einer Bombe nötig wären. Keiner der drei hatte Vorstrafen. Im März trat McDavid in einen Hungerstreik, da ihm die Gefängnisleitung vegane Ernährung verweigerte. Bei ihren 2008 stattfindenden Verfahren gestanden Weiner und Jenson, plädierten auf schuldig und sagten gegen McDavid aus. McDavids Anwalt Mark Reichel argumentierte, dass McDavid das Opfer eines Entrapments, also einer Verführung zur Straftat durch Ermittler wurde.

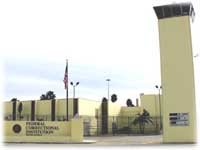
Das Bundesgefängnis auf Terminal Island

McDavid wurde der Verschwörung zur Nutzung von Schusswaffen oder Sprengstoff zur Beschädigung von Firmen- und Regierungseigentum für schuldig befunden und zu 235 Monaten Gefängnishaft und 36 Monaten supervised release, einer Art Bewährungsstrafe mit Auflagen, verurteilt.  2009 focht McDavids Anwalt die Verurteilung unter anderem wegen fehlerhafter Transkription einer Aussage an. Das Berufungsgericht lehnte am 8. Dezember 2010 eine erneute Befassung mit dem Fall ab und so wurde das Urteil rechtskräftig. Am 2. November 2011 wurde McDavid in die Federal Correctional Institution, Terminal Island, einem Gefängnis niedrigerer Sicherheitsstufe in Südkalifornien verbracht. McDavids Prozess wird in der Green-Scare-Debatte verortet. Seine Freilassung wurde auf 2023 terminiert.
Am 8. Januar 2015 ordnete ein Bundesrichter die Haftentlassung von McDavid an. Die Anklage gab zu, dass sie der Verteidigung mehrere tausende Seiten Beweismaterial des FBI vorenthalten hatte, die unter anderem Falschaussagen seiner Informantin belegten. Um seiner Entlassung nicht selbst im Wege zu stehen, gab McDavid der Forderung nach einem Geständnis wegen Verschwörung nach. Dieser Straftatbestand wird mit bis zu fünf Jahren Freiheitsstrafe geahndet.

## Lieder
- Tom Frampton vom Riot-Folk Collective veröffentlichte auf seinem Album As Marion Delgado das Lied  Benedict, das eine frühe Interpretation der Nacht darstellt, in der McDavid, Anna, Jensen und Weiner verhaftet wurden.
- Laura Jane Grace, Leadsängerin von Against Me!, nahm auf ihr Soloalbum Heart Burns den Song Anna is a Stool Pigeon. auf, der sich mit der Situation der vier Gruppenmitglieder auseinandersetzt.
- Die Riot-Folk-Band Nora & Gnoll war zusammen mit der Band Spoke Pants of the Flowering Skillet an zahlreichen Solidaritätsauftritten beteiligt und veröffentlichte den Song „Snitches are Bitches“, der der Solidarität mit Eric McDavid gewidmet ist.